# 北口正光
北口 正光（きたぐち まさみつ、1967年3月18日 - ）は、和歌山県出身の元アマチュア野球選手（内野手）、野球指導者。

## 経歴
高校では大阪のPL学園高校野球部に所属し、主に三塁手を担った。1学年後輩には「KKコンビ」が在籍し、3年時には4番清原和博、5番桑田真澄の後の6番打者を主に担った。この年（1984年）の夏の甲子園では25打数12安打を記録し、「KKの後ろを打つ男」として名を挙げた。この大会では決勝で取手二高に敗れ準優勝の成績を修めている。高校同期に鈴木英之（のち駒大）、岩田徹、清水哲（のち同大）、3年時の主将・捕手 清水孝悦（のち同大、PLコーチ）、同じ内野陣の旗手浩二（遊撃手、のち法大）、松本康宏（二塁手、のち東洋大）らがいる。1学年下には「KKコンビ」のほかに黒木泰典（のち法大）や内匠政博（のち近大）らがいた。
1985年に高校卒業後、東都大学野球連盟所属の亜細亜大学に進学。4年春には三塁手のベストナインを獲得。大学の同期には生田勉（のち亜大監督）や中本浩（大産大高出身。84年夏の甲子園府予選決勝の相手投手兼中軸打者）、2学年上に阿波野秀幸投手、佐藤和弘、1学年上に与田剛投手（のち中日監督）らがいた。
大学卒業後、同僚の中本浩とともに松下電器に入社。鍛治舎巧監督の下、潮崎哲也がエース格であった。内野の原井和也、大学の2学年後輩・小池秀郎や古池拓一、高校の後輩にあたる清原幸治（清原和博の弟）らともプレーし、都市対抗野球大会には8度出場。1998年オフに引退後は翌年・1999年から2003年まで同社のコーチを務める。2004年から2007年まで同社の監督を務め、久保康友投手らを育てる。2008年から2020年まで社名変更後のパナソニック野球部の副部長、部長を歴任する。
2019年シーズンを最後に長年暮らした大阪から東京支社へ異動となり、当時の東京農業大学監督の樋越勉に誘われ休日の週末を中心に指導に当たる。その後熱心な指導に感銘を受けた樋越がパナソニックと交渉し、翌2021年からは出向の形でフルタイムのコーチとなる。樋越の定年退職に伴う退任により、2022年4月1日より監督に昇格した。監督就任後の2024年春季リーグの1部、2部の入れ替え戦で勝利し、31年ぶりの1部昇格を果たしている。